# Herman H. Hanneken
Herman Henry Hanneken (23 juin 1893 - 23 août 1986) était un officier du Corps des Marines des États-Unis, récipiendaire de la plus haute décoration de l'armée américaine, la médaille d'Honneur.

## Biographie
Hanneken s'engagea comme simple soldat au mois de juillet 1914 dans le Corps des Marines. 
Il participa aux guerre des Bananes et se hissa jusqu'au grade de sergent en 1919. Pendant l'occupation d'Haïti par les États-Unis, il assassina le chef de la résistance Charlemagne Péralte au cours d'une opération contre le camp de ce dernier dans le Nord d'Haïti. Pour cette action, ainsi que l'élimination du successeur de Péralte, Osiris Joseph il a reçu la médaille d'Honneur. Son succès contre Charlemagne Péralte lui permit d'être nommé sous-lieutenant. Hanneken servit encore quelques mois à Haïti au sein de la Gendarmerie haïtienne, avant d'être rappelé à Quantico au mois d'avril 1920 plusieurs mois et a reçu une croix de marine pour avoir tué un autre chef rebelle. Il reçut une deuxième Navy Cross pour ses actions pendant l'occupation du Nicaragua dans les années 1920. 
Il participa à la guerre du Pacifique durant la Seconde Guerre mondiale. Au cours de ce conflit, il reçut la Silver Star, la Legion of Merit, et la Bronze Star. Il prit sa retraite en 1948, après une carrière de trente-quatre ans, et fut promu à la retraite au grade de général de brigade.

## Récompenses et distinctions
- Médaille d'honneur
- Navy Cross (2)
- Silver Star
- Legion of Merit
- Bronze Star